# Clube Esportivo Nova Andradina
O Clube Esportivo Nova Andradina, também conhecido pelo acrônimo CENA, é um clube de futebol sediado em Nova Andradina, no estado de Mato Grosso do Sul. Fundado em 1.º de janeiro de 2008, estreou conquistando o vice-campeonato da segunda divisão do mesmo ano.
Em 2009, o CENA teve um resultado positivo em sua primeira temporada na primeira divisão estadual. No entanto, no ano seguinte, desistiu da competição e ficou desativado até 2016.
Em 2019, retornou à elite estadual, terminando na última colocação e sendo novamente rebaixado.